# Myrcia dolicopetala
Myrcia dolicopetala är en myrtenväxtart som beskrevs av Hjalmar Frederik Christian Kiaerskov. Myrcia dolicopetala ingår i släktet Myrcia och familjen myrtenväxter. Inga underarter finns listade i Catalogue of Life.